# Dialekte in Wuppertal
Im Stadtgebiet von Wuppertal existieren stadtteilweise mehrere Dialektgruppen, die sich aufgrund mehrerer Sprachgrenzen ausgeprägt haben.

## Historischer Überblick
Das Gebiet des heutigen Wuppertal ist an vielfältigen historischen Prozessen beteiligt gewesen, meist als Ziel unterschiedlicher Territorialinteressen. Der Osten des heutigen Stadtgebiets lag zudem seit dem Frühmittelalter im Grenzsaum zwischen dem fränkischen Siedlungsraum und dem von den Sachsen beherrschten Gebiet der Borchter, einem vormals fränkischen Stamm. Diese Trennung spiegelt sich noch heute in der Grenze zwischen Rheinland und Westfalen wider. Die Besiedlung des Wupperraums zwischen dem 7. und dem 9. Jahrhundert erfolgte sowohl von fränkischer, als auch von sächsischer Seite.
Im 13. Jahrhundert bildeten sich Siedlungskerne im Wuppertal heraus, die zwar bis zum 15. Jahrhundert alle unter der Herrschaft der bergischen Herzöge standen, aber zum Großteil aus vorbergischer Zeit stammten und die Dialekte ihrer Besiedlungsrichtung repräsentierten.
Diese Jahrhunderte andauernde Entwicklung spiegelt sich in den vielfältigen Wuppertaler Dialekten wider, deren Entwicklung äußerst kompliziert verlief und bis heute nicht in allen Einzelheiten erforscht ist. Im Rahmen der drei aneinandergrenzenden Herrschaftsbereiche von Rheinland (Düsseldorf, Duisburg, Krefeld), Westfalen und Erzbistum Köln führte die geschichtliche Entwicklung zur Entstehung von drei Sprachgebieten, die durch Isoglossen voneinander getrennt sind.
Infolge der Industriellen Revolution (Textilindustrie) fand im 19. Jahrhundert ein reger Menschenstrom den Weg ins Tal der Wupper. So entwickelten sich die Schwesterstädte Barmen und Elberfeld zu den größten und wirtschaftlich stärksten Städten im Bereich des heutigen Nordrhein-Westfalen. Zusammen übertrafen sie damals die Städte Köln, Düsseldorf und Essen. Diese Zuwanderung schlug sich in einer sprachlichen Erweiterung der lokalen Dialekte nieder und so bildeten sich stadtteilbezogene Dialekte aus. Man unterscheidet daher heute Barmer Platt, Elberfelder Platt, Ronsdorfer Platt und Cronenberger Platt.

## Hauptdialekteräume
In Wuppertal lassen sich zwei Hauptdialekteräume ausmachen, die durch erkennbare Sprachgrenzen voneinander geschieden sind. Im Süden, der Mitte und im Westen das Bergische sowie im Osten die Westfälischen Dialekte.

## Die Sprachgrenzen des Wuppertaler Raums
Die Hauptlinien im linguistischen Übergangsgebiet (westmittel-)deutscher Mundarten vom Niederfränkischen über das Ripuarische und Moselfränkische zum Rheinfränkischen liegen im sogenannten Rheinischen Fächer. Insbesondere die Benrather Linie und die Uerdinger Linie durchlaufen den Wuppertaler Raum.

### Die Benrather oder maken/machen-Linie
Die im 13. Jahrhundert entstandene Benrather Sprachlinie verläuft im Wuppertaler Raum in West-Ost-Richtung zwischen Benrath (heute Düsseldorf), dem Süden Solingens, Burg an der Wupper und dem Süden Remscheids und somit knapp südlich der Wuppertaler Stadtgrenze. Sie bezeichnet jedoch keine scharfe Sprachgrenze, sondern einen Übergang innerhalb des kontinental-westgermanischen Dialektkontinuums.
Sie grenzt das sich von Süden her entfaltende ripuarisch (kölnisch)-fränkische und moselfränkische Gebiet vom Niederfränkischen Dialektraum ab. Die Benrather Linie stellt heute die wichtigste, unverändert gültige und jederzeit nachprüfbare Sprachgrenze zwischen den niederdeutschen und niederfränkischen auf der einen sowie den hochdeutschen Dialekträumen auf der anderen dar. Zum niederdeutschen und niederfränkischen maken-Gebiet gehören innerhalb des Dialektkontinuums die Wuppertaler Stadtteile Vohwinkel, Cronenberg und Ronsdorf. Zum hochdeutschen machen-Gebiet zählen die südlich davon gelegenen Städte Leichlingen und Burscheid sowie Solingens Stadtteil Burg an der Wupper.

### Die Uerdinger oder ek/ech-Linie
Die im 14. bis 16. Jahrhundert entstandene Uerdinger Sprachlinie zweigt zwischen den Städten Hückeswagen und Wermelskirchen von der Benrather Linie aus nach Norden ab, führt zunächst entlang der Wupper nordwärts und trennt Solingen und Wuppertal-Vohwinkel sprachlich von den östlichen Wuppertaler Stadtteilen. Östlich der Linie liegt der ostbergisch geprägte  Raum, westlich der restliche südniederfränkische (limburgische) Dialektraum. In Wuppertal gehören die letztgenannten und ein Teil der erstgenannten Mundarten zum Bergischen.
Diese Linie betrifft hauptsächlich die Worte ich und auch, ist also durch einzelne Erscheinungen des Hochdeutschen geprägt. Zum ek-Gebiet (kleverländisch beeinflusst) gehören Remscheid-Lüttringhausen, Wuppertal-Beyenburg, Wuppertal-Elberfeld, Wuppertal-Barmen und Velbert-Langenberg (Rheinland). Lüttringhausen, Beyenburg und Langenberg gehören zum Westfälischen, während in Elberfeld und Barmen bergisch gesprochen wird. Zum ech Gebiet (hochdeutsch beeinflusst) gehören Remscheid, Wuppertal-Cronenberg, Wuppertal-Ronsdorf, Wuppertal-Sonnborn, Velbert-Neviges und Velbert. In letztgenannten Orten wird  bergisch gesprochen. Innerhalb dieser Grenzlinie zum Westfälischen zeichnen sich zudem auch die Lautwechsel ek/ech, sek/sech und mek/mech ab.

### Die Westfälische oder et/en-Linie
Die Westfälische Linie stimmt im Wesentlichen mit der Grenze überein, die zwischen den Sachsen und Franken und später zwischen dem früheren Herzogtum Berg und der Grafschaft Mark verlief. Das bergische Barmen verlagerte seine Ostgrenze um 1400 und 1922 zweimal nach Osten, so dass diese Sprachgrenze nun in Nord-Süd-Richtung mitten durch den heutigen Wuppertaler Stadtteil verläuft. Östlich dieser Sprachgrenze liegen Radevormwald, Schwelm, Wuppertal-Nächstebreck, Wuppertal-Langerfeld und Essen.
Die Westfälische Linie trennt den bergischen Dialektraum vom westfälischen Platt.

### Die Wupper-Linie
Die Komplexität der Sprachlinien zeigt sich an einer weiteren Grenzlinie, die mit dem Verlauf der Wupper in der Kohlfurth zusammenhängt: Die Mundarten Wuppertal-Cronenbergs und Remscheids auf der östlichen und Solingens (einschließlich Gräfraths) auf der westlichen Seite der Wupper unterscheiden sich deutlich voneinander. Beispiele:
- Ost: Ketel, Lepel, Beker, Buem, schwatt, Hatte
- West: Kessel, Leffel, Becher, Bourn, schwart, Hert

### Zusammenfassung
Zusammenfassend ergibt sich folgendes Bild: Die oberbergischen Mundarten gehören zum ripuarisch-mittelfränkischen, also dem hochdeutschen, genauer: mitteldeutschen Sprachgebiet, die Mundarten zwischen Rhein und Sonnborn, Unterwupper und Ruhr sind niederfränkische Übergangsmundarten. Wuppertal-Elberfeld (außer Wuppertal-Sonnborn) und Wuppertal-Barmen (außer Wuppertal-Nächstebreck und Wuppertal-Langerfeld) gehören zum niederfränkischen Sprachgebiet, das im Süden bis Wipperfürth reicht und im Norden sich verbreitert und z. B. auch das Holländische umfasst.
In Wuppertal-Elberfeld, das stärker unter rheinisch-kölnischem Einfluss stand, machen sich auch sprachlich entsprechende Tendenzen bemerkbar. Von Wuppertal-Barmen gehörte der östliche Teil kirchlich und gerichtlich lange zu Westfalen (Mark), zu Schwelm bzw. zu Wetter. Auch dies hat sprachliche Spuren hinterlassen.

## Sprachbeispiele
| Hochdeutsch | Elberfeld | Cronenberg | Langerfeld | Barmen    | Englisch | Niederländisch |
| ----------- | --------- | ---------- | ---------- | --------- | -------- | -------------- |
| alt         | aul       | ault       | old        | old       | old      | oud            |
| Elberfeld   | Elberfeil | Elwerfeil  |            | Elwerfeld |          |                |
| geduldig    | gedäulig  | gedü-elech |            | gedöldig  |          | geduldig       |
| krumm       | kraum     | kroump     |            | kromm     |          | krom           |
| Luft        | Laut      | Lout       | Loch       | Loft      |          | lucht          |
| mein        | ming      | ming       | min        | min       | mine     | mijn           |
| Pein        | Ping      | Ping       |            | Pien      | Pain     | pijn           |
| rein        | reng      | renn       | reine      | reen      |          | rein           |
| Ruhe        | Rau       | Rouh       |            | Rou       |          | rust           |
| Salz        | Sault     | Sault      | Solt       | Solt      | Salt     | zout           |
| ich bin     | eck sie   | ech sinn   | eck sin    | ek sie    | I am     | ik ben         |
| ich gehe    | eck geng  | ech gonn   |            | ek go     | I go     | ik ga          |
| ich habe    | eck hann  | ech hann   |            | ek häw    | I have   | ik heb         |
| Buch        | Bok       | Bu-ek      | Bauk       | Book      | Book     | boek           |
| fliegen     | fleegen   | fli-egen   | flaigen    | flegen    | fly      | vliegen        |
| frieren     | freesen   | fri-esen   | fraisen    | fresen    | freeze   | vriezen        |
| hoch        | hoach     | hu-e       | hoge       | huach     | high     | hoog           |
| Hund        | Honk      | Hongk      | Rue        | Hongk     | hound    | hond           |
| Hut         | Hot       | Hu-et      | Haut       | Hoot      | Hood     | hoed           |
| Mutter      | Moder     | Mu-eder    | Moer       | Moder     | Mother   | moeder         |
| sprechen    | kallen    | kallen     | küren      | kallen    | call     | praten         |
| erzählen    | vertellen | vertellen  | vertellen  | votellen  | tell     | vertellen      |

### Beispiel Oberbarmer Platt
Oberbarmer Platt von Bernd Lehmbach-Voßdahls
De groote Frässe man schtenkönd fuul,
so laabot arme Lütt dat Muul.
Gään, dont’se taggen on ock kloppen,
demm Angon, dat groote Frässbrätt schtoppön.
Schiilze no dem Angon sinne Schixe,
kresse alt schon wiar Wixe.
Hässe als Köttel wat gemakt,
kikße mols blöd ute Wäsche,
kresse van de Ollen ock no Dräsche.
De Box göflickt, de Schau em Driet,
dat wor as mols en schlaite Tied.
Krechtze ock öfto wat anne Ooren,
send wo do alle grot geworen.
Trümmo hat’n wo reichlich satt,
hütt es dat awwer en groote Schtatt.
Met Oppasso vam Amt oh wat fain,
dä’önse fröher ock gään Panasch sain
Wat woße dann? Do bösse Platt!
Brunköppe hant’se schnell am Gat.
Dröm bliew arbeedsam on
redlich en dinne Tat,
dat es no Owobarmo Aat.

### Beispiel der Cronenberger Mundart
Qui-ekenfusel von Manfred Osper
Vuogelski-eschen vam Qui-ekenbuom,
gowen dänn Aulen geföalechen Kloaren.
Datt Tüüch wo-ar enn d’r Mu-elen ku-em,
do geng alt datt Fu-er ut d’r Juppe verloaren.
Nomm ti-enden woaren se pleesterscheel,
vergoten Moses on de Propheten,
on komen nit rut ut där Mukendeel,
gow-ett do u-ech noch gett te eten.
Enn Linnewewer kohm enn de Mau,
dann gong’et hi-em, no där li-ewen Frau.
On die fong schwalkech aan te sengen:
„Owes di-este höppen on sprengen,
on morges kannste ding Boxe nit fengen.“
De Rest wo-ar – wie angersch – Schabau.

### Beispiel der Barmer Mundart
I-Dötzchen von Else Küllenberg
Nu kiek ens aan da kleene Stropp,
wie löstig ha met Kengercharme,
omm Räuen sinne neue Tasch,
ne söte Riesenblos em Arm,
seck oppem Schoalwech heet gemackt!
Noch häult de Moder enn gepackt
on brengten böß tur Pote hen,
dann löst seck ähre starke Hank,
entlött den Kleng dat Stöck alleen
en sinne neue Kengerwelt.
Off deck dat, Jönken, getz gefällt,
stellsetten op ner häultern Bank,
tu reknen, schriewen allerhank?
Schoalmeester maken deck getz klog
on learen deck de reite Sprok.
Omm Schoalhoff äwer weasche senn,
dinn Kameroden balgen gähn.
Dat göfft molls Knies on völl Radau.
Macksse dobi nu schnelle Been,
or heesse selfs wat en de Mau?
Nu weahr deck bloß! Et Lewen blifft
kinn Kengerspeel. Sie flietig, keck!
Haul Herz on Senn am reiten Fleckl
De Welt bruckt arbettsame Lüt.
Fulpelz on Brunköpp machse nit!

### Beispiel: Elberfelder Platt
von Rudolf Schwander
Us Elberfeil
Nu kallent, wat jött kallen welln!
Ek sei on blief dobie:
Et göfft mer bloß een Elberfeil,
on dat es uset hie.
Wie heet seck dat erut gedonn!
Äs eck sonn Balg noch wohr.
Kank eck bault jede Stowendöar,
dat es nu nit mear wohr.
Wohen me kickt, steht jetß en Hus-
Se bauen keng Hüskes mear-
En Menschenspell es enne Stadt,
Me sengt fast nit de Kear.
Om neuen Matt, wat denks de wall,
Wo söß de Eeke stong,
Do sind sonn Kähls van Steen, enn löppt
et Water ut de Monk.
En Rothus es do newenaan,
Soa es keent en Berlin;
On wann et nit en Rothus wör,
Kön et en Kirke sinn.
Johannesberg, du leewe Tied!
En Stadthall es et nu,
Die es soa schöan, du glöffs et nit,
On alles strömt dropp tu.
Dä Brusenweat es opgeschott,
De Kirmes es perdü,
De Foa on’t Möhlenschött sind futt,
Mer Paläß süht me hie.
De Wopper hannt se engemurt,
Et es ähr ganz benaut,
Dat schatt ähr nix! Sie heet et ok
of doll genoch gekraut.
On dröwer es en Iserwerk,
do hangen Wagens draan,
die loopen wie en Donnerkiel;
Me nömmt et Schwewelsbahn.
Wä op de Pädsgemarke wönnt,
dä steht nu nix mear ut;
Em wuppig esse enne Stadt,
On een, twei, drei wea rut.
Ok loopen Wages op de Strot
van selwer, ohne Päd,
Wie mach dat sinnen Tugang hann?
Et es de Möte wät!
Dröm kallent, wat jött kallen wellen!
Eck sei on blief dobi;
Et göfft mer bloß een Elberfeil,
on dat es uset hie.

## Heimatdichter
- Charlotte Elling und Else Küllenberg (Wuppertal)
- Bernd Lehmbach-Voßdahls Oberbarmer Platt (Pseudonym Benno van’e Gemarke)
- Karl-Heinz Dickinger, Edwin Markert (Cronenberg)
- Marga Rühl (Ronsdorf)
- Pseudonym Günter van Ongerbarmen auch Guenter G. Goertz, Anekdoten, Geschichten, Romane

## Wuppertaler Mundartexperten
- Bernd Lehmbach-Voßdahls (Pseudonym Benno van’e Gemarke), Wuppertaler Wörterbücher, Mundartdichtung, Dialektforschung. Erstellung des Wuppertaler Dialektschlüssels. Facebook :Wuppertaler-Dialektschlüssel

- Lore Duwe (u. a. Übersetzung der Mina Knallenfalls ins Hochdeutsche)
- Gunnar Kohleick (u. a. Kochbuch „Koken wia tu Huus“) Mitmachwörterbuch, interaktives Wörterbuch der Wuppertaler,
- Idee zur Reihe:  Unterbarmer Blagen. Aufgewachsen zwischen Rudi Schuricke und Elvis, Wuppertal 2014, ISBN 978-3-00-045506-3 (mit Monika Arnold, Horst Hinrichs, Erhard Knorr und F.P. Gunnar Kohleick),
- Lass dir ma' die Haare schneiden. Erinnerungen aus den 50er und 60er Jahren, Wuppertal 2016, ISBN 978-3-939843-68-9 (mit Horst Hinrichs, Friedhelm Hüppop, Erhard Knorr, F.P. Gunnar Kohleick, Uwe Rotter, Wolfgang Pohlmann, Horst Pukallus)